# Vaduz
Vaduz (IPA: [faˈdʊʦ] eller [faˈduːʦ]) er hovedstad i fyrstendømmet Liechtenstein i Centraleuropa og residens for Liechtensteins fyrste. Vaduz er dog ikke Liechtensteins største by, idet nabobyen Schaan har flere indbyggere.
Byen, der har 5.668(2019)indbyggere, er beliggende ved Rhinen og er kendt for sine kunstmuseer og som finansielt centrum. Vaduz og dets opland er præget af generel velstand, idet landet er rigt og meget af rigdommen er centraliseret omkring hovedstaden. I 2006 var godt 8.500 beskæftiget i byen, hvis finanssektor udgør største enkeltstående branche.
Over halvdelen af byens befolkning stammer ikke fra Liechtenstein, men er blandet af indvandrere fra centraleuropæiske lande samt fra det sydøstlige Europa og Tyrkiet. Den dominerende religion er katolicismen, og byen er hovedsæde for Vaduz ærkebispedømme. Fortschrittliche Bürgerpartei har siden januar 2007 siddet på magten i byen i den 12 mand store kommunalforsamling. Fyrstesædet er beliggende i Vaduz med residensslottet Schloss Vaduz.
Med omkringliggende områder og fem eksklaver fungerer Vaduz også som en af de 11 kommuner i Liechtenstein, og idet Vaduz er kommunens eneste by skelnes sjældent mellem byen og kommunen.

## Historie
Vaduz blev omtalt første gang i skriftlige kilder i 1150. Siden midten af 14. århundrede var slottet i Vaduz sæde for greven af Vaduz.[kilde mangler] I 1712 blev grevskabet købt af den østrigske Johann Adam von Liechtenstein fra fyrstefamilie Liechtenstein, og i 1719 blev grevskabet i Vaduz og Schellenberg lagt sammen til ét fyrstendømme under navnet Liechtenstein. I 1723 blev parlamentet lagt i Vaduz.[kilde mangler]
Slottet i Vaduz, som kan ses fra det meste byen, er i dag officiel residens for fyrsten. Slottets præcise opførelsesår kendes ikke, men det stammer fra omkring år 1300. Hovedtårnet og bygningerne på østsiden er de ældste og stammer fra det 12. århundrede.[kilde mangler] Kapellet Skt. Anna formodes at være bygget i senmiddelalderen.[kilde mangler] Under den Schwabiske Krig i 1499 brændte schweizerne slottet ned.[kilde mangler] Vestsiden af slottet er udbygget i første halvdel af 1600-tallet.[kilde mangler] Siden 1712 har slottet været i fyrstefamilien Liechtensteins besiddelse, men først i 1939 blev Vaduz hjemsted for fyrstefamilien.
I 1818 fik Liechtenstein en enevældig forfatning,[kilde mangler] hvor Fyrst Johann I Josef indførte en stænderlanddag,[kilde mangler] hvor gejstlige og kommunale ledere indkaldtes én gang årligt af fyrsten.[kilde mangler] Stænderforsamlingen fik til huse i Verweserhaus,[kilde mangler] hvor fyrstens administrative stedfortræder havde til huse.[kilde mangler] I parlamentarisk øjemed fik Vaduz først betydning fra 1862,[kilde mangler] hvor Liechtenstein fik sin første forfatning, og der indførtes et parlament (landdagen) med 15 indirekte valgte repræsentanter.[kilde mangler] Der opførtes en ny parlamentsbygning, hvor parlamentet havde til huse 1868-1905,[kilde mangler] hvorefter det flyttede ind i den nuværende regeringsbygning.[kilde mangler]
Omkring år 1900 talte Vaduz fortsat kun knap 1.000 indbyggere, og kun halvdelen levede i selve bykernens beboelsesområde; resten på gårde omkring byen. I 1901 byggedes broen over Rhinen fra Vaduz til den schweiziske by Sevelen, og samme år blev Vaduz forbundet med Buchs i Schweiz med den første telefonledning.
I det 20. århundrede oplevede Vaduz imidlertid en relativt stor befolkningsvækst. Tiden efter 1. verdenskrig førte til omvæltninger i samfundet. Liechtenstein var tæt forbundet med Østrig-Ungarn, men med dette riges kollaps opstod problemer med at skaffe fornødne råstoffer til fabrikkerne, hvilket også ramte Vaduz hårdt. I 1920 dannedes i Vaduz den første fagforening, og i 1921 fik Liechtenstein ny forfatning, der gjorde landet til konstitutionelt monarki, og parlamentet blev direkte valgt. Fyrsten boede på det tidspunkt i Østrig på familiens slot udenfor Wien. Slottet i Vaduz var ved århundredeskiftet stærkt forfaldent og gennemgik fra 1904 og 10 år frem en gennemgribende renovering. I en lang årrække derefter tjente slottet som museum for det nuværende Landesmuseum. Først i 1938 flyttede fyrsten sit faste sæde til slottet i Vaduz.
Med reformerne gennem den nye forfatning var Vaduz som sæde for landets regering et naturligt midtpunkt for begivenhederne. Her blev de første partier grundlagt i disse år. Den nye toldunion med Schweiz i 1923 skabte imidlertid ikke de fornødne arbejdspladser, og i et forsøg på at gå andre veje gav regeringen koncession til lotteri- og kasinovirksomhed i Vaduz. Ingen af delene var den store succes, men den medfølgende nye selskabslovgivning lagde grunden for et økonomisk opsving, særligt ved at finansielle virksomheder etablerede sig i Vaduz takket være en gunstig lovgivning. I perioden 1921 til 1930 voksede befolkningstallet med 60 % til 1.632 indbyggere. I 1932-33 blev det nuværende rådhus bygget, og den 21. maj 1932 viste Vaduz Kino den første film. Det nye rådhus gav anledning til, at byen fik sit først byvåben, der kom til verden efter skitser af Egon Rheinberg. Byvåbnet blev officielt givet til byen af fyrst Franz I den 31. juli 1932, men blev imidlertid fornyet i 1978 efter tegninger af Louis Jäger.
Op gennem 1950'erne og 60'erne oplevede Vaduz en fornyet udvikling. I 1956 passerede indbyggertallet de 3.000, og stigende økonomisk velstand førte til behov for stigende investeringer i byens infrastruktur. I 1962 besluttede Liechtensteins landdag en lov, der gav støtte til, at landmændene kunne flytte gårdene fra centrum af byen til landzonen i byens periferi.
En forfatningsændring i 1976 gav kommunerne ret til at give kvinderne stemmeret, og efter en folkeafstemning fik kvinderne i Vaduz som de første i landet stemme- og valgret i september 1976 – otte år før den kvindelige stemmeret blev indført på landsplan. Først i 1983 blev Emma Brogle indvalgt som det første kvindelige kommunalbestyrelsesmedlem i Vaduz – fra 1987 også som viceborgmester.
Den 8. september 1985 besøgte Pave Johannes Paul 2. Vaduz, og to år efter ophøjede paven fyrstendømmet til selvstændigt ærkebispedømme og løsrev dermed Liechtenstein fra dets hidtidige tilhørsforhold til bispedømmet Chur.

### Etymologi
Der er to teorier om afstamningen af navnet Vaduz: Enten stammer det fra romansk avadutg "vandledning", der igen kommer fra latin aquaeductus, eller det stammer fra valdutsch, der igen kommer fra latin vallis, der betyder dal og det gammelhøjtyske diutisk, der betyder tysk, dvs. en tysk dal.

### Byvåben
Vaduz' byvåben er udledt fra Werdenbergernes våben. Werdenberg-Sargans-grevernes våben viste en sølvfane på rød baggrund. I 1932 fik byen som den første kommune i Liechtenstein tildelt et våben af fyrsten, hvilket i 1978 fik sit nuværende udseende.

## Geografi
Vaduz ligger i Rhindalen, der adskiller vestalperne og østalperne. Byen ligger for foden af den nord-sydliggende bjergkæde Drei Schwestern (da: Tre søstre), der er en del af bjergkæden Rätikons vestlige rand. De tre bjergtoppe i Drei Schwestern, der er mellem 2.048 og 2.053 m.o.h., ligger i kædens nordligste del på grænsen til Østrig. Vaduz ligger øst for Rhinen og 2 km fra grænsen til Schweiz. På vestsiden af Rhinen på schweizisk territorium rejser bjergkæden Glarner Alpen sig i vestlig retning. Vaduz er 17,3 km² stor og ligger i en højde af 455 m.o.h., hvilket er et af de laveste områder i Liechtenstein.

### Klima
Vaduz er generelt præget af et mildt klima med en årsgennemsnitstemperatur på 10,8 °C. Fønvind, der opstår på Alpernes nordside, er i høj grad med til at give det milde klima. Den optræder hyppigt om foråret i Vaduz, når sydlig vind blæser op gennem Rhindalen. Fønvinden medfører typisk høje temperaturer og klart vejr. Det var bl.a. fønvind, der var skyld i, at Vaduz tegnede sig for en rekord den 26. oktober 2006, idet man i byen målte 28,8 °C, hvilket er efterårsrekord for nordalpeområdet.
Antallet af dage, hvor temperaturen når under frysepunktet, er 88,6, hvor hovedparten ligger i december, januar og februar. Antallet af heldagsfrostdage er kun 19,8. Modsat er der 36,3 sommerdage (mere end 25 °C), som er koncentreret i månederne juli og august, mens meget varme dage (mere end 30 °C) er forholdsvis sjældne, da de i gennemsnit kun forekommer 2,9 dage om året.
Udvalgte vejrdata
|                 | Jan  | Feb  | Mar   | Apr   | Maj   | Jun   | Jul   | Aug   | Sep   | Okt   | Nov  | Dec  | År      |
| --------------- | ---- | ---- | ----- | ----- | ----- | ----- | ----- | ----- | ----- | ----- | ---- | ---- | ------- |
| Temperatur (°C) | 0,9  | 2,62 | 6,7   | 9,7   | 14,7  | 17,4  | 19,0  | 18,8  | 14,8  | 10,9  | 5,2  | 1,6  | 10,8    |
| Nedbør (mm)     | 35,7 | 45,3 | 58,7  | 63,9  | 87,3  | 118,2 | 134,0 | 141,8 | 99,69 | 68,9  | 66,3 | 52,2 | 972,0   |
| Solskinstimer   | 77,1 | 93,2 | 126,2 | 139,9 | 173,4 | 177,8 | 196,2 | 179,6 | 142,6 | 114,9 | 64,1 | 52,7 | 1.537,8 |

Gennemsnit målt i perioden 1990-2006

## Demografi
Vaduz har en population på 5070, hvoraf ca. 43 % er udlændinge. Hovedparten af disse er fra Schweiz, Østrig, Tyskland og Italien, men også Tyrkiet, Serbien og Montenegro, Bosnien-Hercegovina samt Portugal og Spanien er godt repræsenteret.
Befolkningstilvæksten har ikke været udsat for større udsving, men er siden 1980'erne stagneret lidt.
| Køn og nationalitet   | Antal indbyggere | Procent af samlede befolkning |
| --------------------- | ---------------- | ----------------------------- |
| Mænd Liechtenstein    | 1394             | 27,5                          |
| Kvinder Liechtenstein | 1499             | 29,6                          |
| Mænd Udlændinge       | 1057             | 20,8                          |
| Kvinder Udlændinge    | 1120             | 22,1                          |
| Total                 | 5070             | 100                           |

| År   | Antal indbyggere | Procent af landets befolkning |
| ---- | ---------------- | ----------------------------- |
| 1930 | 1632             | 16,4                          |
| 1941 | 2007             | 18,1                          |
| 1950 | 2735             | 19,9                          |
| 1960 | 3398             | 20,4                          |
| 1970 | 3921             | 18,4                          |
| 1980 | 4606             | 18,3                          |
| 1990 | 4897             | 16,9                          |
| 2000 | 4927             | 15,0                          |

### Religion og kirke
I følge Liechtensteins forfatning er der trosfrihed i landet, og den romerskkatolske kirke er landets kirke og står under statens beskyttelse. Den religiøse sammensætning i Vaduz viser også en klar overvægt af katolikker. I 1997 blev Ærkebispedømmet Vaduz dannet, hvor Wolfgang Haas er ærkebiskop, med hovedsæde i Vaduz i katedralen St. Florin. Vaduz blev et selvstændigt sogn i 1873.
Protestantismen benytter sig af to kirker i Vaduz, hvoraf lutheranerne benytter Johanneskirche.
Den seneste folketælling i år 2000 viser følgende fordeling af religiøst tilhørsforhold for befolkningen bosat i Vaduz:
| Romersk-katolsk:      | 75,1 % |
| Protestantisk:        | 10,6 % |
| Muslimsk:             | 4,8 %  |
| Jødisk:               | 0,1 %  |
| Anden tro:            | 1,7 %  |
| Ingen tilhørsforhold: | 3,5 %  |
| Ikke angivet          | 4,2 %  |

## Politik
Vaduz' kommunalbestyrelse består af borgmesteren samt 12 medlemmer. Borgmesteren er siden januar 2007 Ewald Ospelt fra Fortschrittliche Bürgerpartei (FBP). Kommunalbestyrelsen vælges ved direkte valg med en valgperiode på 4 år. Borgmesteren vælges separat. Ved indgangen til hver 4-års valgperiode nedsættes en række udvalg, hvoraf nogle er obligatoriske ifølge lovgivningen, mens andre frit kan nedsættes af kommunalbestyrelsen efter behov. Der er i øjeblikket 31 udvalg under kommunalbestyrelsen.
Ved det seneste kommunevalg i 2007 stemte 78,5 % af de 2.386 stemmeberettigede. Mandatfordelingen til den 12 mand store kommunalbestyrelse (eksklusiv borgmesteren) blev fordelt som følger:
| Fortschrittliche Bürgerpartei (FBP) | 48,7 % | 5 Mandater |
| Vaterländische Union (VU)           | 42,0 % | 6 Mandater |
| Freie Liste (FL)                    | 9,3 %  | 1 Mandat   |

## Økonomi og erhverv
I 2006 var 8.542 personer i Vaduz beskæftiget i 979 virksomheder, hvilket langt overstiger Vaduz' egen befolkning på godt 5000.
Arbejdspladser i finanssektoren, advokatvirksomhed og offentlig forvaltning udgør halvdelen af det totale antal arbejdspladser i Vaduz, og dermed rummer servicevirksomhederne de vigtigste erhverv. Finanssektoren er den største enkeltstående branche i Vaduz, hvor omkring hver femte arbejdsplads forefindes – der i alt er registreret 65 virksomheder inden for denne sektor i Vaduz.
Da Vaduz ligger i den flade Rhindal udgør landbrugsproduktionen også en del af Vaduz' erhvervsstruktur. Vaduz har således godt 400 hektar landbrugsjord, hvoraf mere end halvdelen dog er grønne engarealer. To tredjedele af de 19 gårde i Vaduz har primært dyrehold. Vinproduktionen er betydelig, og der produceres omkring 40 % af landets samlede vinproduktion i Vaduz.
Turisme er ligeledes en vigtig indtægtskilde for byen, og en tredjedel af alle gæsteankomster i Liechtenstein sker på et hotel i hovedstaden. Vaduz ligger dog under landsgennemsnittet for opholdenes længde: I Vaduz udgør opholdene i gennemsnit 1,5 dage, mens de på landsplan er på 2,2 dage. Ligesom de fleste andre byer i Liechtenstein oplever Vaduz også en stigning i hotellernes belægningsprocenter, der fra 2005 til 2007 er steget med 2 % trods flere hoteller. Vaduz kommer ind på andenpladsen i forhold til antal overnatninger, idet landets største ferieregion Triesenberg har flere overnatninger end Vaduz. Der er i alt 9 hoteller i Vaduz, der tilsammen beskæftiger omkring 160 personer. Hovedparten af gæsterne kommer fra Tyskland, Schweiz, England, Østrig og USA.

## Infrastruktur

### Transport
Vejforbindelser
Hovedvej 28 går gennem Vaduz. Vejen går fra den schweizisk/italienske grænse ved Santa Maria Val Müstair til Schaan, hvor den munder ud i hovedvej 16. Vaduz har også forbindelse til motorvej A13/E43, der løber langs med Rhinen på den schweiziske side af grænsen, hvor afkørslen til Sevelen ligger 2 km fra Vaduz.
Bus
Den kollektive bustrafik varetages af Liechtenstein Bus Anstalt (LBA), der varetager busdriften i hele Liechtenstein. LBA er et datterselskab af det schweiziske Postbus og har i alt 42 busser. I hele Liechtenstein transporteres omkring 5 mio. passagerer, hvoraf 14-17.000 transporteres dagligt på hverdage. Seks buslinjer forbinder Vaduz med det øvrige Liechtenstein:
- Linje 11 (Trübbach (CH) – Vaduz – Schaan – Feldkirch (A)); halvtimesdrift alle dage.
- Linje 12 (Sargans (CH) – Vaduz – Schaan); 20-minuttersdrift morgen, aften og 11.30-13.30. Øvrig tid halvtimesdrift alle dage
- Linje 14 (Vaduz – Schaan – Nendeln – Feldkirch (A)); kører kun hverdage morgen og eftermiddag med halv-timesdrift
- Linje 21 (Vaduz – Triesen – Malbun); halvtimesdrift alle dage
- Linje 24 (Sevelen (CH) – Vaduz – Triesen); blandet halv- og heltimesdrift på hverdage
- Linje 36E (Sargans (CH) – Vaduz – Schaan – Gisingen); halvtimesdrift om morgenen i sydlig retning og om eftermiddagen i nordlig retning – kun hverdage

Jernbane
Der findes ingen togforbindelse til Vaduz. Liechtensteins eneste jernbane, der drives af Österreichische Bundesbahnen, går mellem Feldkirch i Østrig til Buchs i Schweiz. Nærmeste jernbanestation findes i Liechtensteins største by Schaan eller i Sevelen i Schweiz, der forbindes med buslinje 24.
Lufttransport
Liechtenstein har ikke egen lufthavn, og nærmeste internationale lufthavne for Vaduz er lufthavnen i Zürich i Schweiz beliggende ca. 120 km fra Vaduz. Endvidere er der lufthavnen ved St. Gallen ligeledes i Schweiz, som ligger ca. 70 km fra Vaduz og primært betjener Wien i Østrig.

### Forsyning og affald
Vaduz' kloakker (ekskl. vejafvanding) har en samlet længde på 50 km.
Godt 90 % af vandforsyningen kommer fra naturlige kilder i den mod sydøst beliggende bjergby Malbun, hvor vandet opsamles i store vandreservoirer. Det resterende vand kommer fra omkringliggende pumpeværker. I 2006 brugte hver indbygger i Vaduz i gennemsnit 606 liter vand om dagen.
Liechtenstein er afhængig af energi fra udlandet, idet landet kun kan dække omkring 7 % med egne energikilder, der primært er vandkraft. 25 % af landets samlede energibehov går til strøm, og Liechtenstein kan kun producere omkring en femtedel af denne selv.
Liechtenstein benytter det schweiziske forbrændingsanlæg Kehrichtverbrennungsanlage i Buchs. I 2006 bortskaffedes 2.300 tons affald, hvoraf 70 % stammer fra husholdninger og forretninger. I alt producerede hver indbygger 454,6 kg affald inkl. industriaffald (Industriaffald udgør i Vaduz 14 %). Herudover indleverede indbyggerne i Vaduz 186,3 kg pr indbygger til genbrugsaffald (papir, glas etc) eller destruktion (olie, batterier etc).

## Turisme og kultur
Mange ældre huse gør Vaduz til et idyllisk turistmål. Blandt andet Vaduz Slot fra det 12. århundrede, som er hjem for fyrstefamilien, er et besøg værd.
Vaduz har en livlig turisme, på trods af at der hverken er lufthavn eller jernbanestation i byen. Det er særligt de kulturelle tilbud, der lokker turister til byen, ligesom landets helt særlige status lokker mange turister til at opleve den særlige atmosfære et så lille land giver.
Hvert år i midten af juli bliver afholdt en filmfestival på rådhuspladsen i Vaduz. Festivalen er en mindre event med deltagelse af omkring 600 personer (ud over arrangørerne).
Vaduz har et rigt kulturliv. Det nationale kunstmuseum (Kunstmuseum Liechtenstein) er museum for moderne kunst og samtidskunst. Det er tegnet af de schweiziske arkitekter Morger, Degelo og Kerez og blev indviet i 2000. Bygningen er bygget af farvet beton og sorte basaltsten.
Nationalmuseet har en permanent udstilling om Liechtensteins kultur- og naturhistorie. Endvidere er der et postmuseum og et skimuseum i byen.
Liechtensteins mest kendte komponist er Josef Gabriel Rheinberger, som blev født i Vaduz, men havde det meste af sit virke i Tyskland.

## Uddannelse, socialliv og sundhed
I Vaduz ligger to Primarschulen (6-11-årige), PS Aeule og PS Ebenholz, i henholdsvis den sydlige og nordlige del af byen. For de 11-15-årige findes én Realschule og én Oberschule. I Vaduz ligger også Liechtensteinisches Gymnasium. Nogle af de højeste uddannelser i Liechtenstein kan opnås på den i Vaduz beliggende højere uddannelsesinstitution Hochschule Liechtenstein, som udbyder en bachelorgrad i arkitektur, økonomi, administration og informationssystemer samt kandidatgrad i arkitektur, økonomi, kommerciel informationsteknologi og informationssystemer.
Liechtensteins Musikskole har sit hovedsæde i Vaduz. Hovedparten af undervisningen finder dog sted i Triesen og Eschen. Liechtensteins nationalbibliotek, der blev grundlagt i 1961, er placeret i Vaduz.
Sundhedssystemet i Vaduz består af omkring 20 læger fordelt ud på et antal enkeltpraksisser og lægehuse. Derudover ligger Liechtensteins eneste hospital, Liechtensteinisches Landesspital, i Vaduz. Hospitalet fungerer hovedsageligt som skadestue og har desuden en fødeafdeling. Lægeraten i Vaduz er 394 pr. 100.000 indbyggere, hvilket er noget højere end på nationalt plan, hvor den er 233. Fem tandlæger har deres virke i Vaduz.

## Sport og fritid
Vaduz har det rigeste sportsliv i Liechtenstein måske hovedsageligt på grund af gode faciliteter, og byens størrelse taget i betragtning udbydes mange sportslige muligheder. Det mest fremtrædende inden for sportens verden i Vaduz er fodboldholdet FC Vaduz, der spiller i de schweiziske divisioner – dog oftest blot den næstbedste division. Holdet har hjemmebane på nationalstadionet Rheinpark Stadion. Derudover er squash en yndet sport og holdet fra Vaduz er blevet schweiziske mestre flere gange, begyndende i 2004. Et mindre succesrigt sportsligt tiltag er ishockeyholdet EHC Vaduz-Schellenberg, der spiller i en lavere østrigsk række.
I Vaduz ligger også et badeland, der har åbent i perioden maj til september og som deles med Schaan, således at forvaltningen bliver foretaget skiftevis af borgmesteren i Vaduz og kommuneformanden i Schaan. Lidt uden for Vaduz findes i øvrigt skisportsfaciliteter, og i Vaduz ligger således et skimuseum.
Vaduz har ca. et halvt dusin offentlige legepladser, hvoraf især én også fungerer som familiepark og som base for andre aktiviteter såsom sport, idet den ligger på et stort grønt område. Desuden er der anlagt en del vandreruter i det bjerg- og skovrige Vaduz-område. Hver torsdag er arrangeret vandreture og visse søndage er bjergture planlagt.
For byens unge findes en såkaldt ungdomscafé med både hverdagsaktiviteter og specielle arrangementer.